# Bajka bajek
Bajka bajek / Bajka nad bajkami (ros. Сказка сказок, Skazka skazok) – radziecki film animowany z 1979 roku w reżyserii Jurija Norsztejna. W filmie można usłyszeć dzieła J.S. Bacha i W.A. Mozarta, a także popularne melodie z lat 30. Film po raz pierwszy wyświetlono w 1980 roku w kinie "Rossija". Film powszechnie uznawany za najlepsze dzieło Jurija Norsztejna.

## Opis
Historia napisana przez Ludmiłę Pietruszewską opiera się na wspomnieniach pochodzących z dzieciństwa samego reżysera. Franczeska Jarbusowa, żona Norszteina umieściła w animacji sfotografowane przez Aleksandra Żukowskiego stare moskiewskie domy z miejsc, w których dorastał jej mąż. Film wzbudził wiele podejrzeń w ministerstwie cenzury oraz w zarządzie studia. Dopiero drugi scenariusz został zaakceptowany. Uległ zmianie także tytuł, który pierwotnie miał brzmieć Przyjdzie tam mały, szary wilk («Придёт серенький волчок»).

## Obsada (głosy)
- Aleksandr Kalagin jako Mały szary wilk

## Nagrody
- 1980: "Grand Prix" na Międzynarodowym Festiwalu Filmowym w Lille (Francja)
- 1980: "Grand Prix" na Światowym Festiwalu Filmowym w Zagrzebiu
- 1980: Pierwsza nagroda na Międzynarodowym Festiwalu Filmowym w Ottawie (Kanada)
- 1984: Najlepszy film animowany wszech czasów na Olimpijskim Festiwalu Sztuki w Los Angeles (USA)[5]
- 2002: Najlepszy film animowany wszech czasów na Światowym Festiwalu Filmów Animowanych w Zagrzebiu[6]

Źródło

## Poezja
Inspiracją filmu Bajka bajek jest tradycyjna rosyjska kołysanka pt. Баю баюшки баю ("Lulaj – że, lulaj").
Баю баюшки баю
Баю-баюшки-баю,
Не ложися на краю.
Придёт серенький волчок,
Он ухватит за бочок
И утащит во лесок
Под ракитовый кусток.
Lulaj – że, lulaj
Lulaj – że, lulaj,
Nie kładź się na kraju.
Przyjdzie szary wilk,
Złapie za boczek
I poniesie do lasu
Pod krzak wierzby.
Źródło:

## Muzyka
Oprócz oryginalnej ścieżki dźwiękowej Michaiła Miejerowicza w filmie wykorzystano kilka innych utworów muzycznych, m.in. fragmenty dzieł J.S. Bacha (w szczególności e-moll BWV 853 Preludium (z Das Wohltemperierte Klavier) i W.A. Mozarta, (druga część Andante z IV Koncertu fortepianowego G-dur (KV 41)) oraz tango To ostatnia niedziela Jerzego Petersburskiego.

## Literatura
- Kitson, Clare (September 2005). Yuri Norstein and Tale of Tales: An Animator's Journey. Indiana University Press. ISBN 0-253-21838-1.